# Personnages dans une arrière-cour
Personnages dans une arrière-cour est un tableau de Pieter de Hooch conservé au Rijksmuseum Amsterdam.

## Présentation
Cette peinture à l'huile sur toile de (60 × 45,7 cm a été réalisée par Pieter de Hooch en 1663. Elle est signée « P D HOOG ». Importée en Angleterre par Chaplin, répertoriée dans la collection O'Niel en 1832 puis dans celle d'Adriaan van der Hoop (en) en 1842, elle fut léguée par celui-ci au Rijksmuseum Amsterdam.
Cornelis Hofstede de Groot a décrit ce tableau en 1910, avec pour sous-titre Les Amants.